# Abalistes stellaris
Abalistes stellaris är en fiskart som beskrevs av Keiichi Matsuura 2001. Abalistes stellaris ingår i släktet Abalistes och familjen tryckarfiskar (Tetraodontiformes). Inga underarter finns listade i Catalogue of Life.